# La Légende du géant
Pour plus de détails, voir Fiche technique et Distribution.
La Légende du géant (巨人傳, Kyojin-den) est un film japonais de Mansaku Itami sorti en 1938, adapté des Misérables de Victor Hugo.

## Présentation
Dans cette adaptation des Misérables, l'insurrection républicaine à Paris en juin 1832 est remplacée par la rébellion de Satsuma. Les rôles des personnages de Jean Valjean, de Cosette et de Marius sont interprétés respectivement par Denjirō Ōkōchi, Setsuko Hara et Ryō Sayama (ja).

## Synopsis
Japon, 1877. Lors de la rébellion de Satsuma, Ryoma Seike qui se bat dans l'armée rebelle dirigée par Saigō Takamori est blessé dans un combat de rue à Kumamoto. Il est sauvé par Sanpei qui le ramène chez lui. Soigné par la belle Chiyo, les deux jeunes gens tombent amoureux.

## Fiche technique
- Titre : La Légende du géant
- Titre original : 巨人傳 (Kyojin-den?)
- Réalisation : Mansaku Itami
- Scénario : Mansaku Itami d'après Les Misérables de Victor Hugo[2]
- Photographie : Jun Yasumoto
- Musique : Nobuo Iida (ja)
- Société de production : Tōhō
- Pays d'origine :  Empire du Japon
- Langue originale : japonais
- Format : noir et blanc — 1,37:1 — 35 mm — son mono
- Genre : drame
- Durée : 127 minutes[3] (métrage : treize bobines 1 828 m[3])
- Date de sortie :
  - Empire du Japon : 11 avril 1938[3]

## Distribution

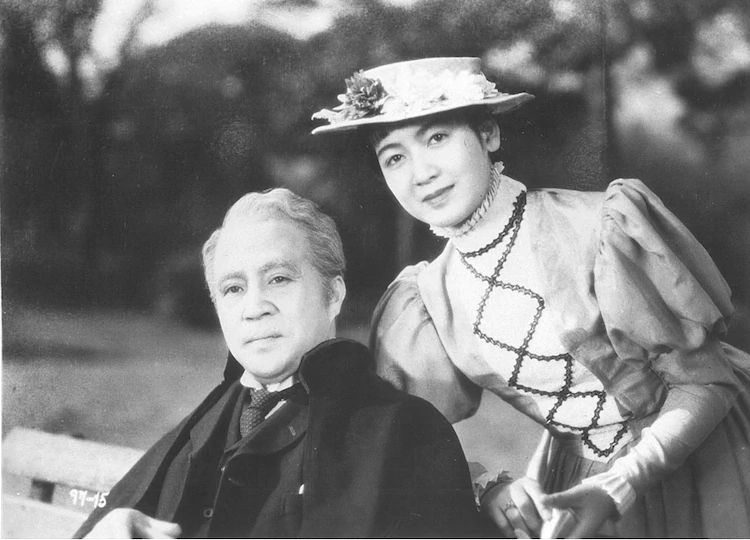
Scène du film avec Denjirō Ōkōchi et Setsuko Hara.

- Denjirō Ōkōchi : Sanpei / Onuma / Sankichi
- Setsuko Hara : Chiyo
- Ryō Sayama (ja) : Ryoma Seike
- Shin Date : le juge
- Sadao Maruyama : Yajiro Sogabe
- Masako Tsutsumi : Okuni
- Yuriko Hanabusa : Ofude
- Hinako Katagiri : Chiyo enfant